# Hjälmvanga
Hjälmvanga (Euryceros prevostii) är en starkt utrotningshotad fågel i familjen vangor som enbart förekommer på Madagaskar.

## Utseende och läte
Hjälmvangan är en stor (28–31 cm) och distinkt vanga med en massiv, ljus blå näbb. Fjäderdräkten är svart med kastanjebrunt på mantel, övergump och de centrala stjärtpennorna. Lätet beskrivs i engelsk litteratur som ett flöjtande, fallande "pepepepewpew".

## Utbredning och systematik
Hjälmvangan placeras som enda art i släktet Euryceros behandlas som monotypisk, det vill säga att den inte delas in i några underarter. Fågeln förekommer i täta skogar på nordöstra Madagaskar. IUCN kategoriserar arten som starkt hotad.

## Bilder

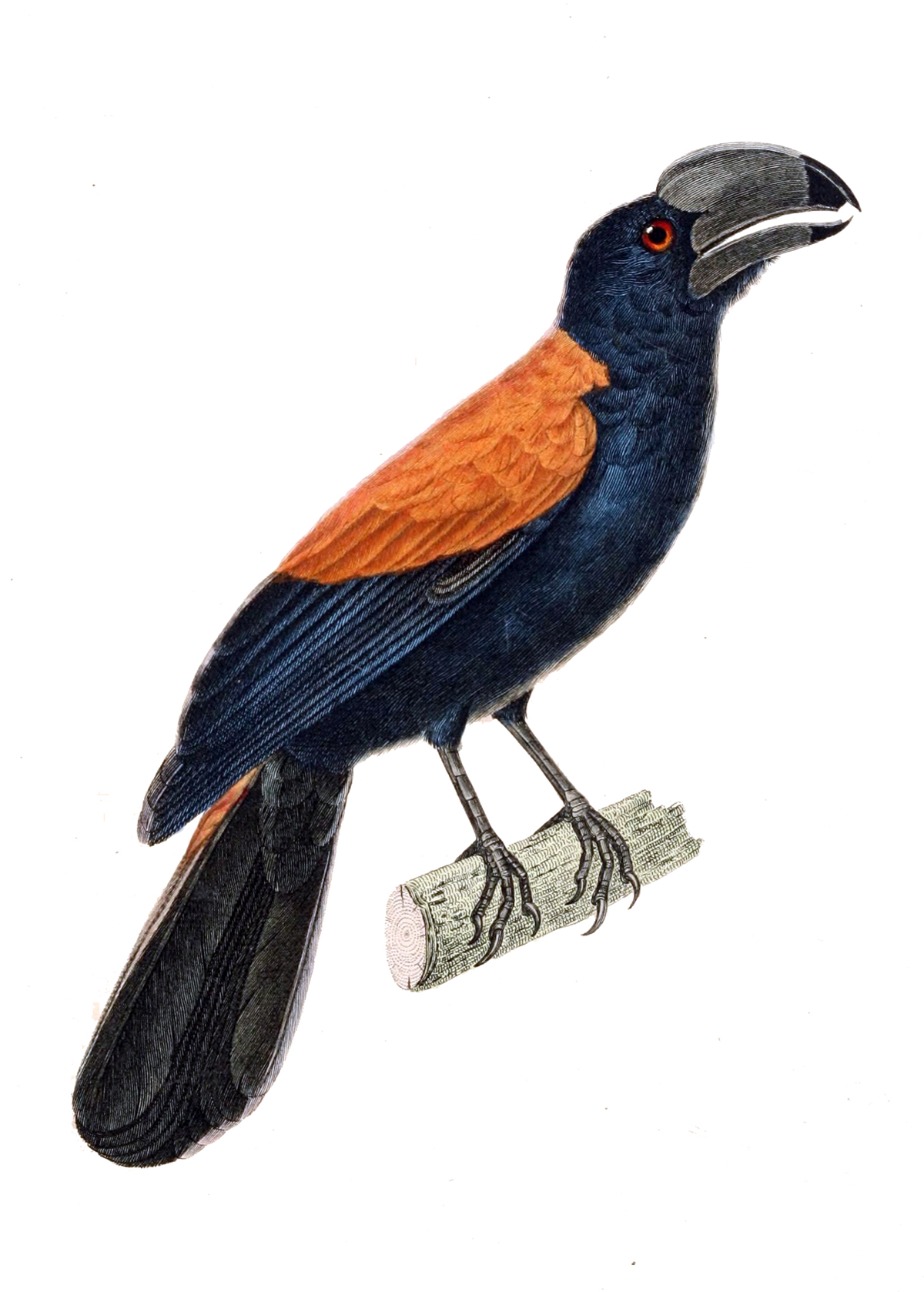
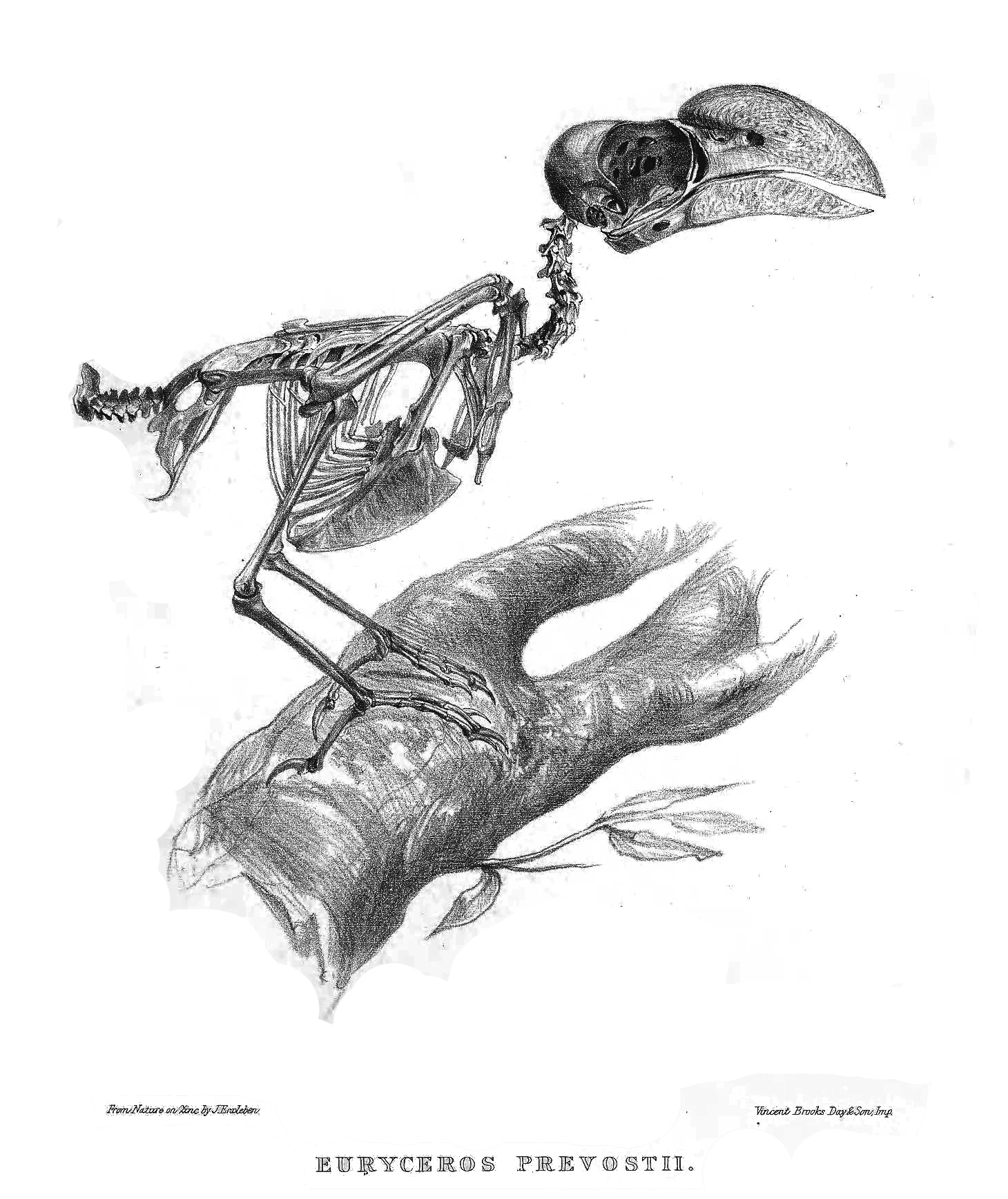
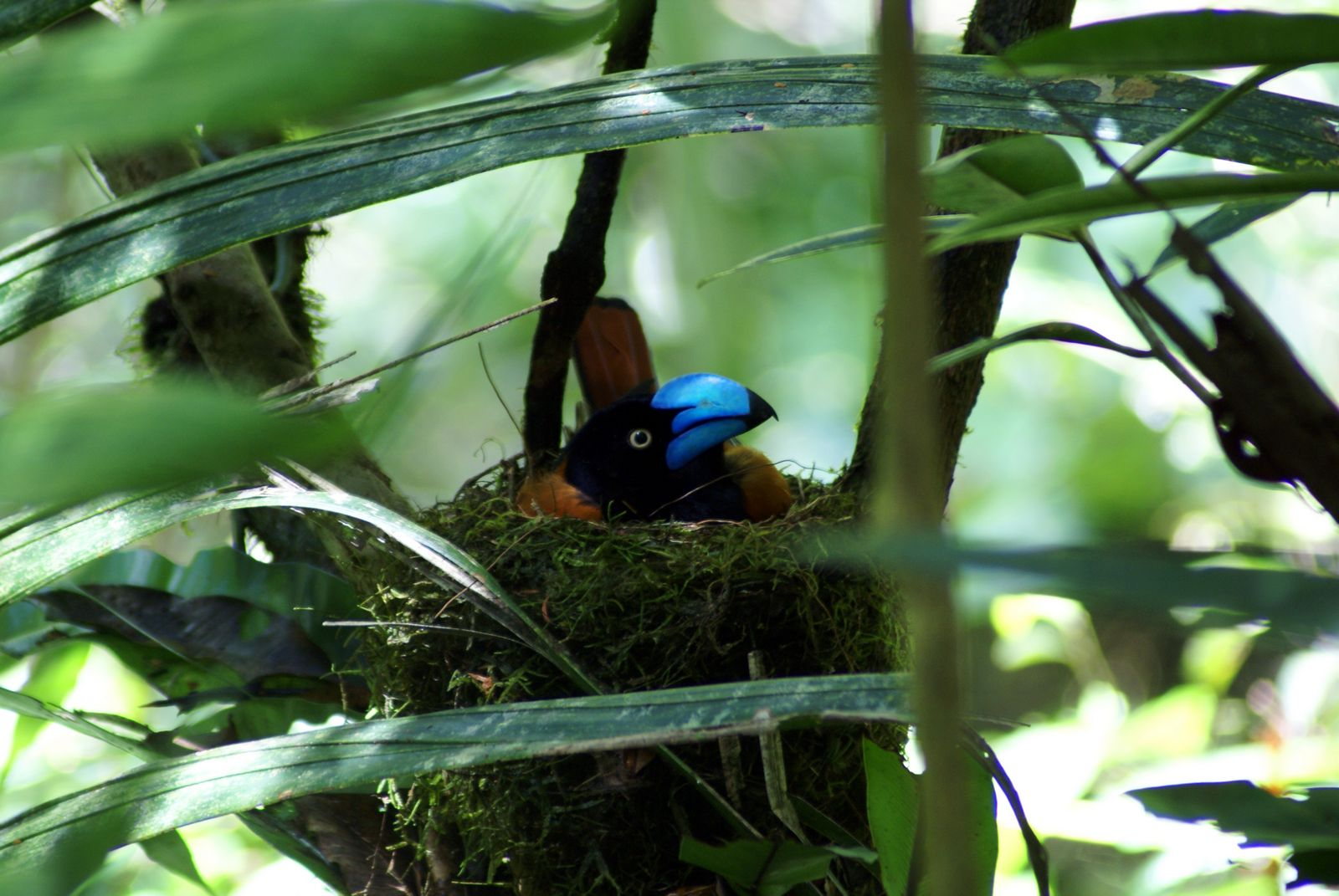
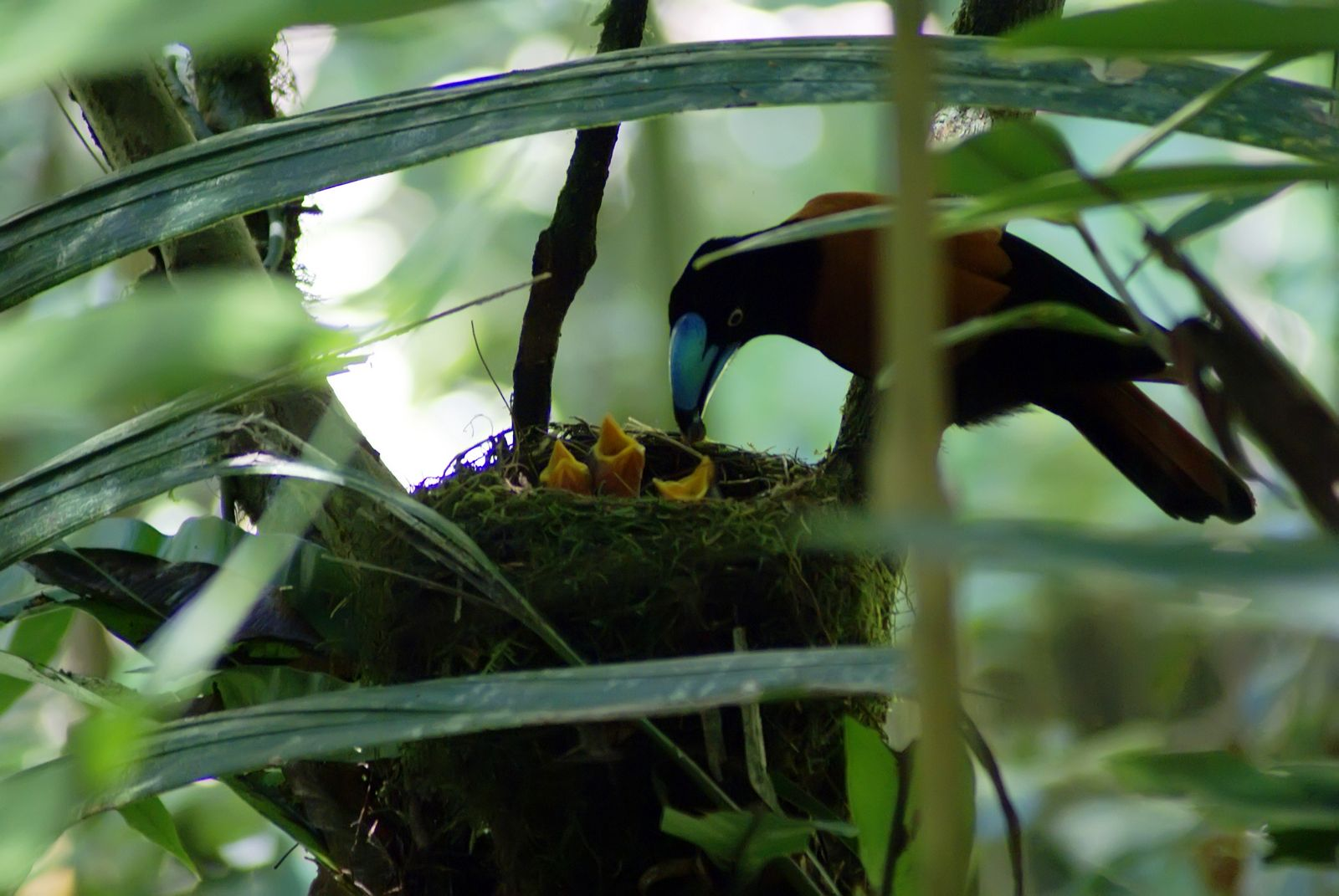